# Banco Nacional de Austria
El Oesterreichische Nationalbank (OeNB) (Banco Nacional de Austria) es el banco central de la República de Austria y, por lo tanto, parte del Sistema Europeo de Bancos Centrales (SEBC), de la Eurozona y del Eurosistema. El Banco Nacional de Austria contribuye a la toma de decisiones en temas de política monetaria y económica en Austria y la zona euro, en defensa del interés público. En concordancia con la Ley federal que regula el Österreichische Nationalbank, el OeNB es una sociedad anónima por acciones. Sin embargo, dado su estatus de banco central presenta numerosas particularidades, según su ley fundacional (la Nationalbankgesetz de 1984). El capital del OeNB es de 12 millones de euros y desde mayo de 2010 su totalidad pertenece a un único accionista: el Estado de Austria. Los derechos que confieren las acciones son ejercidos por el Ministerio Federal de Finanzas. Previamente la mitad del capital estaba en manos de organizaciones de empresa y empleados así como en bancos y aseguradoras.

## Presidentes/Gobernadores
| Nombre               | Mandato                                                              |
| -------------------- | -------------------------------------------------------------------- |
| Richard Reisch       | 1922-1932                                                            |
| Viktor Kienböck      | 1932-1938                                                            |
| Eugen Kaniak         | 1945                                                                 |
| Hans Rizzi           | 1945-1952                                                            |
| Eugen Margarétha     | 1952-1960                                                            |
| Reinhard Kamitz      | 1960-1967                                                            |
| Wolfgang Schmitz     | 1968-1973                                                            |
| Hans Kloss           | 1973-1978                                                            |
| Stephan Koren        | 1978-1988                                                            |
| Hellmuth Klauhs      | 1988-1990                                                            |
| Maria Schaumayer     | 1990-1995                                                            |
| Klaus Liebscher      | Presidente 1995-1998, Gobernador desde 1998 hasta septiembre de 2008 |
| Adolf Wala           | Director 1988-1998, Presidente 1998-2003                             |
| Herbert Schimetschek | Presidente 2003-2008                                                 |
| Claus Raidl          | Presidente septiembre de 2008 - agosto de 2018                       |
| Ewald Nowotny        | Gobernador septiembre de 2008 - agosto de 2019                       |
| Harald Mahrer        | Presidente desde 1 de septiembre de 2018                             |
| Robert Holzmann      | Gobernador desde 1 de septiembre de 2019                             |